# Liste der Slackware-Derivate
1. WEITERLEITUNG Liste von Linux-Distributionen#Slackware-Derivate